# Tonnant (Schiff, 1744)
Die Tonnant (französisch Le Tonnant ‚Die Donnernde‘) war ein 80-Kanonen-Linienschiff (Zweidecker) 1. Ranges der französischen Marine, das von 1744 bis 1780 in Dienst stand.

## Geschichte

### Entwicklungsgeschichte
Im Jahr 1740 – während der Regierungszeit Ludwig XV. – verfügte die französische Marine, anders als die britische Marine, nur über ein Schiff mit einer Bestückung von mehr als 74 Kanonen. Dies war das 1724 vom Stapel gelaufene 110-Kanonen-Linienschiff Foudroyant. Als Ersatz bzw. Ergänzung wurden zwei Schiffe in Auftrag gegeben. Einmal das 118-Kanonen-Linienschiff Royal Louis welches aber bereits 1742, noch vor ihrem Stapellauf, durch ein Feuer zerstört wurde und ein Zweidecker mit 80 Kanonen. Dessen Bewaffnungskonfiguration war der Ursprung der als Vaisseaux de 80 bezeichneten Schiffserie von dem bis 1833 insgesamt 43 Schiffe in Dienst gestellt wurden. Sie waren im Großteil dieser Zeit die Standardflaggschiffe der französischen Marine und artilleristisch den britischen 90-Kanonen-Linienschiffen, wie der Sandwich-Klasse von 1756 oder Neptune-Klasse von 1797, überlegen.

### Bau
Die spätere Tonnant wurde von dem Schiffbauingenieur François Coulomb entworfen und unter seiner Bauaufsicht am 18. Oktober 1740 im Marinearsenal von Toulon auf Kiel gelegt. Der Stapellauf erfolgte am 17. November 1743 und die Indienststellung im Juni 1744. Zu diesem Zeitpunkt war sie das größte Schiff der französischen Marine.

### Einsatzgeschichte

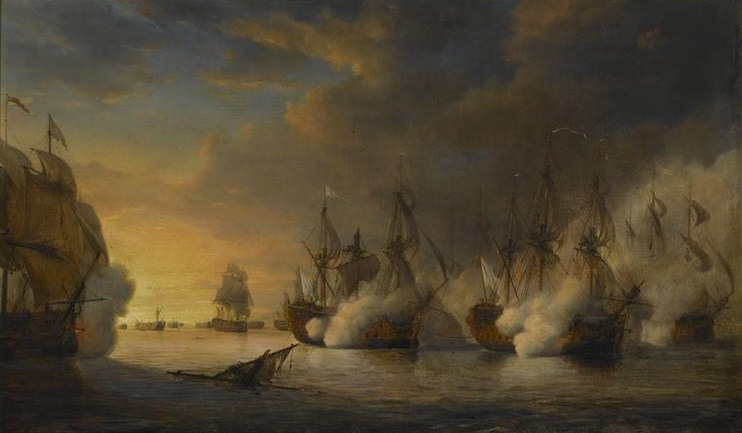
Die Tonnant im Schlepp der Intrépide im Kampf gegen britische Schiffe.
(Zweiten Seeschlacht am Kap Finisterre)

Während des Österreichischen Erbfolgekrieges (1740–1748) war sie als Flaggschiff von Chef d’escadre de l’Estenduère im Oktober 1747 an der Zweiten Seeschlacht am Kap Finisterre beteiligt. In dieser Seeschlacht besiegte eine britische Flotte (14 Linienschiffe und 3 Fregatten) ein zur Sicherung eines Geleitzuges eingesetztes französisches Geschwader (8 Linienschiffe und 1 Fregatte), wobei 6 französische Linienschiffe erbeutet wurden. Nur die entmastete bzw. schwer beschädigte Tonnant und die sie schleppende Intrépide, unter dem Kommando von Louis-Philippe de Rigaud de Vaudreuil, konnten nach Brest entkommen.
Im Februar 1757, während des Siebenjährigen Krieges, lief die Tonnant als Flaggschiff des Geschwaders (5 Linienschiffe und 1 Fregatte) von Chef d’escadre de Bauffremont aus Brest aus und führte Verstärkungen nach Saint-Domingue. Anschließend verlegte der Verband aus der Karibik zur Festung Louisbourg auf den Kap-Breton-Insel (Kanada). Damit war sie an der großen französischen Marinekonzentration beteiligt, die Louisbourg in diesem Jahr vor einer versuchten britischen Invasion schütze. Im Oktober 1757 verließ das Schiff Louisbourg und kehrte nach Frankreich zurück. Wie viele andere französische Schiffe wurde auch sie von einer schweren Typhusepidemie heimgesucht, die von der Besatzung zahlreiche Opfer forderte und im November Brest infizierte, was in der Stadt zu Tausende von Toten führte. Zwei Jahre später, im November 1759, gehörte die Tonnant zur französischen Flotte an die eine Landung in Schottland decken sollte. Sie wurde dabei durch Capitaine de Vaisseau Antoine de Marges de Saint-Victoret kommandiert und war immer noch Flaggschiff von Chef d’escadre de Bauffremont (Weiß-Blaues Geschwader). Dieser Landungsversuch wurde durch die britische Flotte (23 Linienschiffe) vereitelt, welche die französische Flotte (21 Linienschiffe) am 20. November in ein Gefecht (Seeschlacht in der Bucht von Quiberon) verwickeln konnten. In dieser für die Franzosen verlustreichen Schlacht wurden sechs französische Schiffe versenkt oder erobert. Die Tonnant konnte sich aber mit anderen Schiffen nach Rochefort zurückziehen.
1770 wurde das zu diesem Zeitpunkt 27 Jahre alte Schiff in Toulon einer großen Instandsetzung unterzogen und nahm 1778 an den Operationen von Vice-amiral d’Estaing in Nordamerika und der Karibik teil (Amerikanischer Unabhängigkeitskrieg). Sie wurde dabei durch Capitaine de Vaisseau de Bruyères-Chalabre geführt und war Flaggschiff des Geschwaders von Chef d’escadre de Breugnon. Das Schiff war unter anderem bei den Seeschlachten von St. Lucia (15. Dezember 1778) und Grenada (6. Juli 1779) beteiligt. Im Januar 1780 verlegte sie als Sicherung eines 56 Handelsschiff starken Geleitzuges von Santo Domingo nach Frankreich, wo sie im März eintraf. Anschließend wurde die Tonnant, nach 36 Dienstjahren, im April 1780 außer Dienst gestellt und ab November abgebrochen.

## Technische Beschreibung

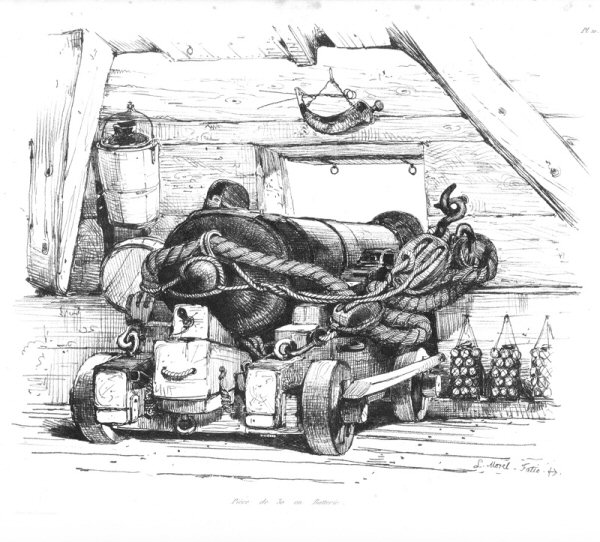
Zeichnung eines französischen
36-Pfünders.

Die Tonnant war als Batterieschiff mit zwei durchgehenden Geschützdecks konzipiert und hatte eine Länge von 54,57 Metern (Geschützdeck) bzw. 50,03 Metern (Kiel), eine Breite von 14,94 Metern und einen Tiefgang von 7,47 Metern bei einer Verdrängung von 3400 Tonnen. Sie war ein Rahsegler mit drei Masten (Fockmast, Großmast und Kreuzmast). Der Rumpf schloss im Heckbereich mit einem Heckspiegel, in den Galerien integriert waren, die in die seitlich angebrachten Seitengalerien mündeten.
Die Bewaffnung bestand bei Indienststellung aus 80 Geschützen, wobei sich das Kaliber im Laufe ihrer Dienstzeit aber teilweise änderte.
|        | Unteres Batteriedeck | Oberes Batteriedeck | Backdeck      | Achterdeck     | Kanonen (Geschossgewicht) |
| ------ | -------------------- | ------------------- | ------------- | -------------- | ------------------------- |
| Design | 30 × 36-Pfünder      | 32 × 18-Pfünder     | 8 × 6-Pfünder | 10 × 6-Pfünder | 80 Kanonen (431,739 kg)   |
| 1765   | 30 × 36-Pfünder      | 32 × 24-Pfünder     | 8 × 8-Pfünder | 10 × 8-Pfünder | 80 Kanonen (487,542 kg)   |

## Besatzung
Die Besatzung der Tonnant hatte eine Stärke von 786 Mann (6 Offiziere und 780 Unteroffiziere bzw. Mannschaften), welche sich im Laufe ihrer Dienstzeit auf 816 Mann (7 bis 16 Offiziere und 800 Unteroffiziere bzw. Mannschaften) erhöhte.

### Bekannte Besatzungsmitglieder
- Louis Charles du Chaffault de Besné (1708–1794), später Lieutenant-général des armées navales
- Louis-Charles Levassor de Latouche Tréville (1709–1781), später Lieutenant-général des armées navales
- Jacques-Melchior de Barras de Saint-Laurent (1720–1792), später Lieutenant-général des armées navales (1782) und Vice-amiral (1792)
- Louis-René Levassor de Latouche Tréville (1745–1804), später Vice-amiral

## Bemerkungen
1. ↑  Die französische Einteilung in Rangklassen wich von der britischen ab. Zur Dienstzeit der Tonnant waren französische Schiffe Ersten Ranges Dreidecker mit 90–116 Kanonen oder Zweidecker mit 80 Kanonen.
2. ↑  Bei der Berechnung des Gewichtes einer Breitseite kann es zu unterschieden kommen. Da in der damaligen Zeit ein Pfund, je nach Land, unterschiedlich Gewichtswerte hatte. Das französische Livre hatte z. B. ein Gewicht von 489,506 Gramm während das englische Pound ein Gewicht von 453,592 Gramm hatte.